# Gustaf Nilsson
Gustaf Waldemar Nilsson, född 23 september 1900 i Kristinehamn, död 18 december 1977 i Karlstad, var en svensk socialdemokratisk politiker, bibliotekarie och talman i andra kammaren 1953–1957, landshövding i Värmlands län 1957–1967.

## Biografi
Nilsson föddes i ett statarhem utanför Kristinehamn, han var son till Karl Johan Nilsson och Stina Johanna Lans.
Nilsson verkade som politiker både lokalt i Kristinehamns stadsfullmäktige och som riksdagsledamot (andra kammaren) 1937–1957. I riksdagen var han också ordförande i andra tillfälliga utskottet.
Nilsson var gift med Elisabeth Svensson. I äktenskapet föddes sönerna Bernt Gunnar (1923–) och Gillis Ingemar Nilsson (1928–).